# Drittes Auge

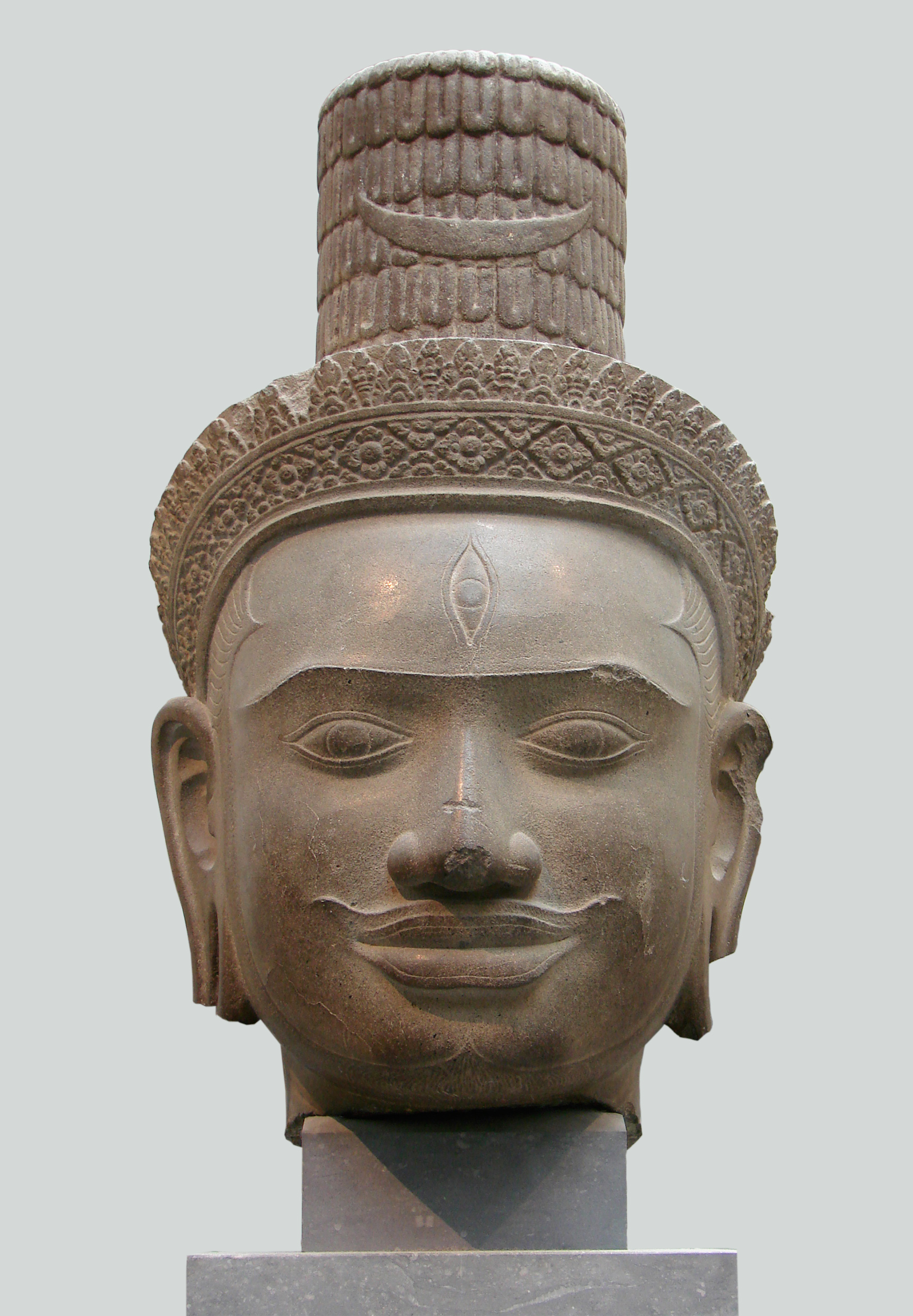
Statue aus Kambodscha, 9. oder 10. Jahrhundert mit einer Darstellung von Shiva

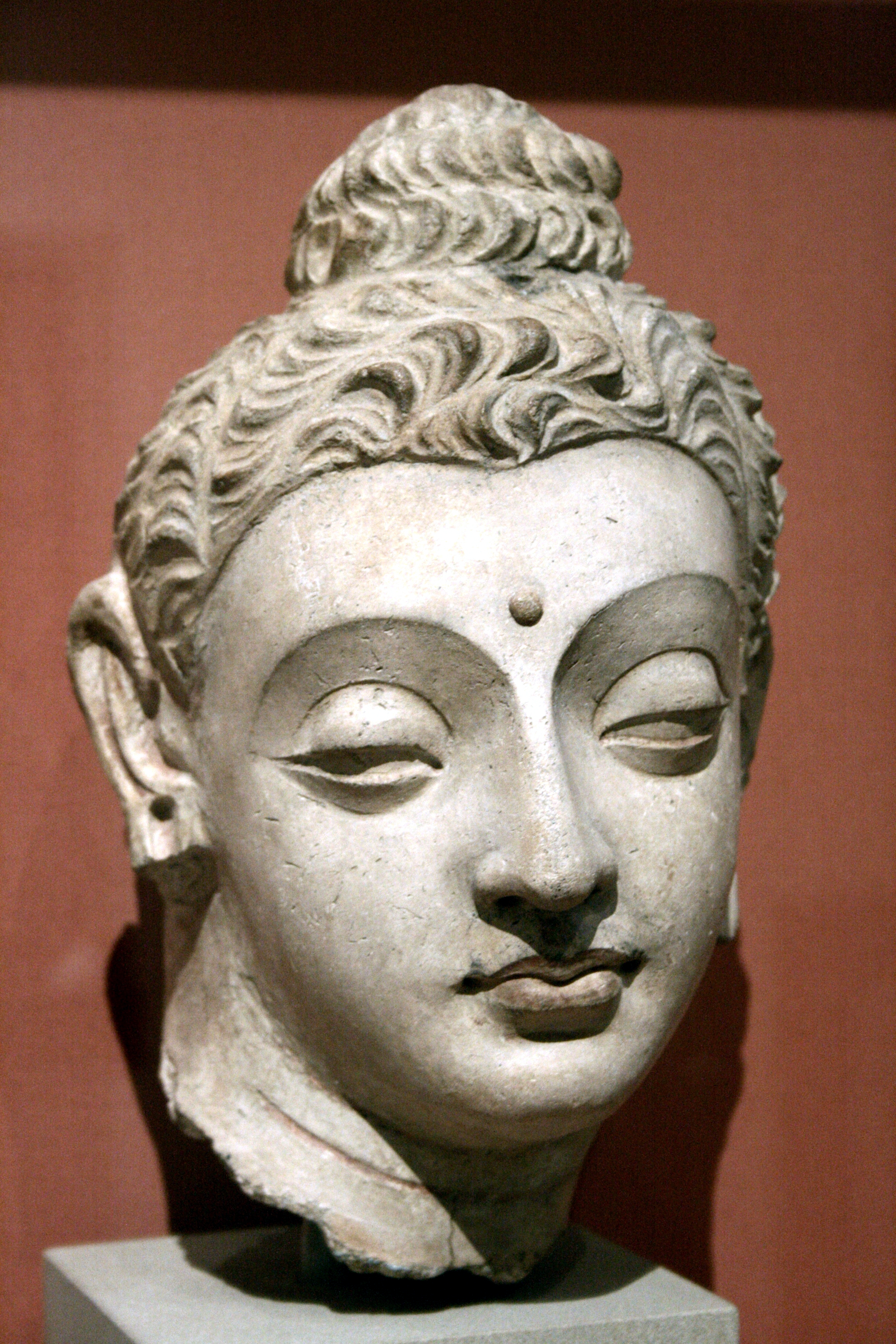
Darstellung eines Buddha-Kopfes aus Zentralasien mit Urna

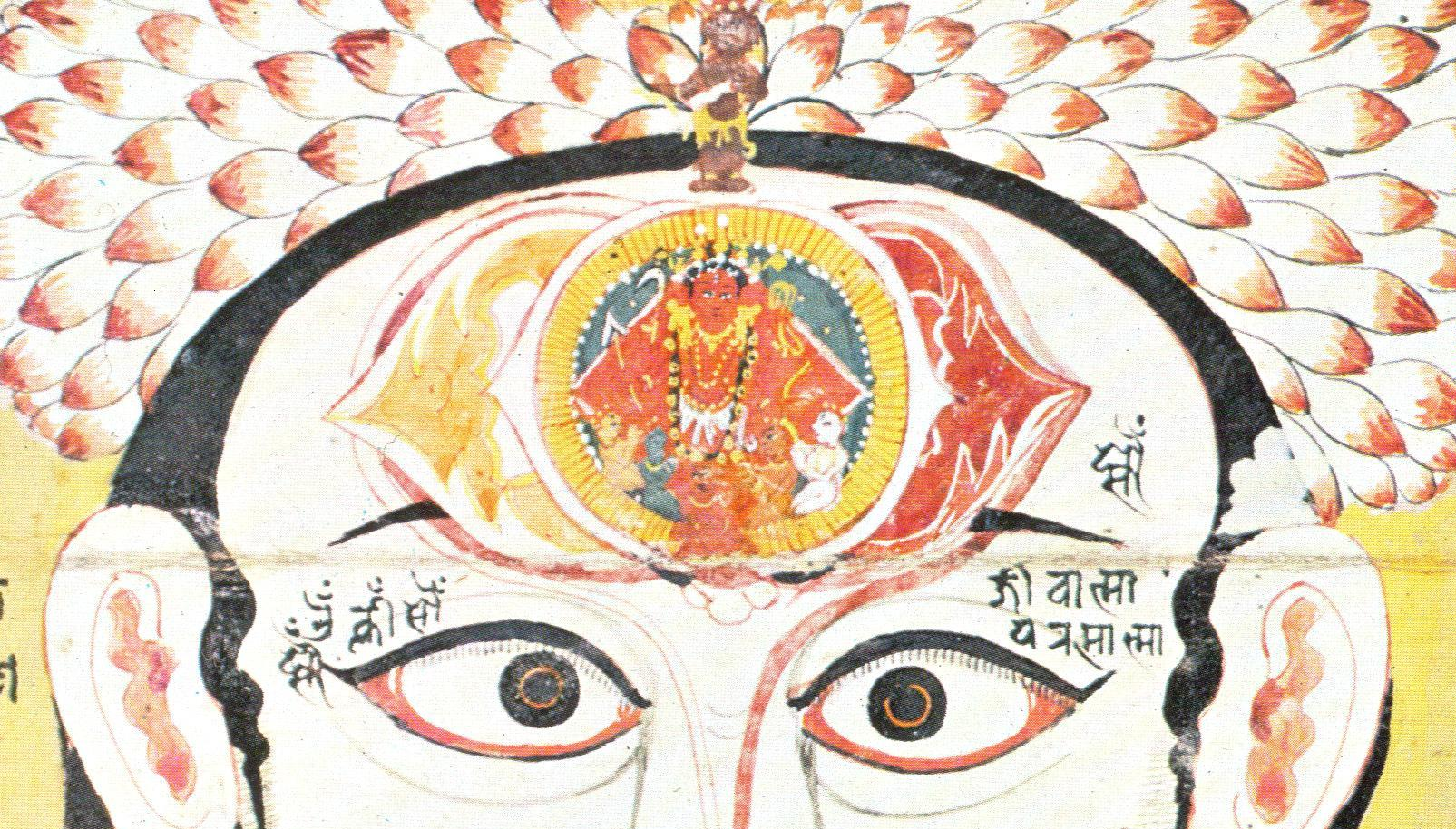
Darstellung aus Indien, 18. Jahrhundert

Drittes Auge (auch geistiges Auge, inneres Auge, Auge der Erleuchtung, Auge des Bewusstseins (Urna), Ajna chakra, Brow Chakra, Shiva’s Eye genannt und teilweise gleichgesetzt) ist ein spekulatives unsichtbares Auge, das auf der Stirn, etwa zwischen den Augenbrauen lokalisiert, dargestellt wird. Teilweise wird auch das bei einigen Tieren vorkommende Scheitelauge so genannt.

## Wahrnehmungssteigerung
Nach verschiedenen Theorien sollen durch die Öffnung oder Verwendung dieses dritten Auges besondere Wahrnehmungen (z. B. Visionen, Hellsehen) möglich sein, die über das gewöhnliche Sehen hinausgehen. Das dritte Auge wird teilweise auch als Tor bezeichnet, das zu höherem Bewusstsein führe (siehe auch: Bewusstsein in den Religionen oder Bewusstseinsebenen nach David R. Hawkins).
Erlang Shen ist in der chinesischen Mythologie als eine taoistische Schutzgottheit bekannt und mit einem dritten, allsehenden Auge an seiner Stirn ausgestattet (Phönix-Auge oder Himmelsauge).

## Symbolischer Hinweis im Alltag
Im Alltag weist eine Markierung zwischen den Augenbrauen bei Personen vor allem mit hinduistischem Glauben unter anderem auf dieses dritte Auge hin. Diese vor allem in Indien und Nepal allgegenwärtige Gesichtsbemalung wird oft als Bindi oder Tilaka (auch: Tika, siehe Tripundra) bezeichnet. Inzwischen wird sie auch als modischer Schmuck von Muslimen und Christen vor allem in Indien getragen.

## Biologie
(Siehe als Übersicht: Rudimentäre Organe bei Mensch und Tier)

### Zirbeldrüse
Teilweise wird die Vorstellung eines Dritten Auges auch mit der Zirbeldrüse (Epiphysis cerebri) im menschlichen Gehirn in Verbindung gebracht. So haben bereits Anhänger der Theosophin Helena Petrovna Blavatsky vorgeschlagen, dass das dritte Auge tatsächlich die Zirbeldrüse sein soll, die sich zwischen den beiden Gehirnhälften befindet, und in vielen Esoterikkreisen wird dies vertreten. Margot Anand hingegen ordnet das Dritte Auge als Ort innerer Lichtvisionen dem Ajna Chakra und dem Bereich der Hypophyse zu. Sie betrachtet das Sahasrar-Chakra als Quelle innerer Erfahrungen "kosmischer Einheit" und als Entsprechung zur Zirbeldrüse.
Bereits im 17. Jahrhundert hatte René Descartes die Ansicht vertreten, dass eine kleine „Eichel“ sich in der Mitte des Gehirns befindet, wo die Lebensgeister besonders aktiv sind und die Seele besonders interagieren könne und ihren Hauptsitz habe (siehe auch: Geschichtliches zur Zirbeldrüse und zum Melatonin und Circadiane Rhythmik bei Tieren).

### Scheitelauge
Das Scheitelauge (auch Parietalauge oder -organ) ist ein bei wenigen Tieren noch ausgebildetes nach oben gerichtetes, zentrales drittes Auge auf dem Scheitelbein (Os parietale) des Schädels. Es diente bei ursprünglichen Wirbeltieren als Lichtsinnesorgan zur Wahrnehmung von Helligkeitsunterschieden. Brückenechsen (Sphenodon punctatus) und Neunaugen (Petromyzontiformes) zum Beispiel haben es noch und sehen damit.

## Medien
Der Begriff Drittes Auge wird in vielen Medien verwendet (Beispiele):
- Das dritte Auge, Studioalbum der Hip-Hop-Gruppe Die Firma (2002).
- Visions of the Third Eye, Jazzalbum von New Life Trio von Brandon Ross, Steve Reid und David Wertman (1978).
- Third Eye Blind, US-amerikanische Alternative-Rock-Band.
- Third Eye Machine (TEM), französische Metal-Band.
- Das dritte Auge (Il terzo occhio), italienischer Horrorfilm von Regisseur Mino Guerrini (1966).
- Det Tredje Øyet, norwegische Fernsehserie (2014 bis 2016).
- The Third Eye, US-amerikanische Fernsehserie.
- Sechster Sinn, drittes Auge, zweites Gesicht, Kurz-Experimentalfilm von Jan Riesenbeck.
- The Third Eye, Buch von Lobsang Rampa (1956).